# 卡畢托突吻鱈
卡畢托突吻鱈，為輻鰭魚綱鱈形目鼠尾鱈科的其中一種，分布於東太平洋加利福尼亞灣至秘魯海域，深度305-1000公尺，體長可達32.4公分，屬深海底棲性魚類，棲息在底層水域，生活習性不明。

## 扩展阅读
維基物種上的相關：卡畢托突吻鱈